# Station Sotteville
Station Sotteville is een spoorwegstation in de Franse gemeente Sotteville-lès-Rouen.
In 1843 werd de spoorweg aangelegd (de lijn Rouen-Parijs) en op 3 mei 1843 werd het station geopend. 
Het rangeerstation en de werkplaatsen van de spoorwegen in Sotteville waren een belangrijk doelwit voor bombardementen tijdens de Tweede Wereldoorlog. Het ergste bombardement vond plaats in de nacht van 18 op 19 april 1944.